# Andrzej Górak
Andrzej Górak (ur. 15 lutego 1951 w Andrychowie) – polski profesor nauk technicznych, kierownik Katedry Procesów Rozdzielania Cieczy (Fluidverfahrenstechnik) na Wydziale Inżynierii Biochemicznej i Chemicznej (Fakultät Bio- und Chemieingenieurwesen) na Technische Universität Dortmund (Niemcy).

## Profil naukowy
Jest absolwentem Wydziału Chemii Politechniki Łódzkiej. Stopień doktora otrzymał na Wydziale Inżynierii Procesowej w roku 1979. Tematem rozprawy doktorskiej była rektyfikacja mieszanin wieloskładnikowych. Pracował na tym wydziale jako adiunkt do roku 1988. Następne 4 lata
spędził jako pracownik naukowy w firmie Henkel w Düsseldorfie. Po
habilitacji na RWTH Aachen w roku 1989 oraz Politechnice Warszawskiej w roku 1990 przyjął w 1992 r. stanowisko profesora w Katedrze Procesów Rozdzielania Cieczy na Politechnice
Dortmundzkiej. W 1996 r. objął natomiast stanowisko Kierownika Katedry Procesów Rozdzielania Cieczy na Uniwersytecie w Essen. W 2000 roku powrócił do Politechniki
Dortmundzkiej by objąć stanowisko kierownika Laboratorium Rozdzielania Cieczy (poprzedniej Katedry Procesów Rozdzielania Cieczy).
W roku 2003 uzyskał w Polsce tytuł profesora nauk technicznych i został zatrudniony jako profesor nadzwyczajny na Politechnice Łódzkiej. Od 2009 r. pełnił funkcję dziekana Wydziału Inżynierii Chemicznej i Biochemicznej TU Dortmund, a w okresie 2011–2014 r. był prorektorem ds. nauki tej uczelni.
W latach 2010–2012 r. był członkiem Rady Narodowego Centrum Badań i Rozwoju.
Zainteresowania naukowe prof. Góraka koncentrują się na symulacjach wspomaganych komputerowo oraz eksperymentalnej walidacji zintegrowanych procesów reakcji chemicznej i rozdziału, jak np. destylacja i absorpcja reaktywna, jak również na analizie hybrydowych procesów rozdziału i oczyszczania produktów pochodzenia biotechnologicznego.
Jest redaktorem czasopisma naukowego Chemical Engineering and Processing: Process Intensification oraz serii trzech książek o destylacji (2014).

## Odznaczenia i wyróżnienia
- 1974: Najlepsza praca dyplomowa w konkursie „Młoda Myśl dla Kraju”
- 1979: Wyróżnienie za najlepszą rozprawę doktorską
- 1983: Wyróżnienie Sekretarza ds. Nauki Polskiej Akademii Nauk za transfer technologii
- 1989: Wyróżnienie Rektora Politechniki Łódzkiej za pracę naukową
- 1992: Wyróżnienie Friedricha-Wilhelma za rozprawę habilitacyjną na uniwersytecie RWTH Aachen
- 2010: Order Zasługi Republiki Federalnej Niemiec
- 2013: Krzyż Kawalerski Orderu Zasługi Rzeczypospolitej Polskiej za wkład we współpracę między Rzecząpospolitą Polską a Republiką Federalną Niemiec
- 2014: Medal „Kirschbaum” (przyznawany przez DECHEMA i Verein Deutscher Ingenieure) za osiągnięcia w dziedzinie rozdziału cieczy
- 2018: Order Zasługi Nadrenii Północnej-Westfalii za wkład w rozwój relacji między Rzecząpospolitą Polską a Republiką Federalną Niemiec[2]

## Wybrane publikacje książkowe
- Eugeny Y. Kenig Andrzej Górak: Modeling of Reactive Distillation. W: Modeling of Process Intensification. Frerich Johannes Keil (red.). Weinheim: Wiley-VCH, 2007, s. 323–363. DOI: 10.1002/9783527610600.ch10. ISBN 978-3-527-61060-0. (ang.).
- Joachim Richter, Andrzej Górak, Eugeny Y Kenig: Catalytic distillation. W: Integrated Reaction and Separation Operations. Modelling and experimental validation. Henner Schmidt-TraubAndrzej Górak (red.). Heidelberg: Springer, 2006, s. 95–147. DOI: 10.1007/3-540-30304-9_3. ISBN 978-3-540-30304-6. (ang.).
- Karl Hölemann, Andrzej Gorák: Absorption. W: Fluidverfahrenstechnik: Grundlagen, Methodik, Technik, Praxis. Ralf Goedecke (red.). Weinheim: Willey-VCH, 2006, s. 303–380. DOI: 10.1002/9783527623631.ch9. ISBN 978-3-527-62363-1. (niem.).
- Eugeny Y. Kenig, Andrzej Górak: Reactive Absorption. W: Integrated Chemical Processes: Synthesis, Operation, Analysis, and Control. Kai Sundmacher, Achim Kienle, Andreas Seidel-Morgenstern (red.). Weinheim: Willey-VCH, 2005, s. 265–311. DOI: 10.1002/3527605738.ch9. ISBN 978-3-527-60573-6.
- E.Y. Kenig, A. Górak, H.-J. Bart: Reactive separations in fluid systems. W: Re-engineering the chemical processing plant. Andrzej Stankiewicz, Jacob A. Moulijn (red.). Boca Raton: CRC Press, 2003. ISBN 978-0-8247-4302-4. Brak numerów stron w książce
- A. Gòrak: Simulation thermischer Trennverfahren fluider Vielkomponentengemische. W: Prozeßsimulation. Hans Schuler (red.). Weinheim • New York • Basel • Cambridge • Tokyo: Verlag Chemie, 1995, s. 349–408. DOI: 10.1002/9783527624867.ch10. ISBN 978-3-527-62486-7.

## Wybrane funkcje
- Od 1995: Wydawca czasopisma Chemical Engineering and Processing: Process Intensification.
- 2005–2010: ProcessNet, członek rady wykonawczej
- 2005–2010: ProcessNet Section Fluid Dynamics and Separation Technology, przewodniczący
- Od 2000: European Federation of Chemical Engineering, Working Party on Distillation, Absorption and Extraction, Process
- 2002–2008: ProcessNet, Technical Committee on Fluid Process Engineering, przewodniczący Intensification
- 1999–2005: DECHEMA, Working Committee on Process Simulation und Synthesis, przewodniczący